# .hack

로고

.hack은 반다이 남코 그룹을 중심으로 한 기업군의 게임을 주축으로 한 미디어 믹스 프로젝트이다. Project .hack과 .hack Conglomerate이라는 두 개의 프로젝트를 아우르며, 둘 다 주로 사이버커넥트2가 개발하고, 반다이가 배급하였다.